# Gare de Yendéré
La gare de Yendéré est une gare ferroviaire burkinabé de la ligne d'Abidjan à Ouagadougou, située au centre-ville de Yendéré dans le département de Niangoloko de la province de la Comoé dans la région des Cascades.

## Situation ferroviaire
Établie à environ 340 mètres d'altitude, la gare de Niangoloko est située au point kilométrique (PK) 640 de la ligne d'Abidjan à Ouagadougou, entre les gares de Kaourora et de Niangoloko. La gare est située à proximité immédiate de la route nationale 7 qui longe la ligne ferroviaire sur plusieurs dizaines de kilomètres pour relier Bobo-Dioulasso à la frontière ivoirienne (distante de 10 km au sud-ouest).

## Histoire
Constituant l'une des premières gares situées sur le territoire de la Haute-Volta, la gare de Yendéré est mise en service le 1er mai 1932, lors de l'ouverture à l'exploitation du tronçon de Ouangolodougou à Niangoloko. L'ouverture du tronçon suivant jusqu'à Banfora a lieu le 1er septembre 1932, pour les marchandises, et en janvier 1933 pour le service des voyageurs.
La gare est réalisée, comme la ligne ferroviaire, par le Génie militaire français qui construit deux petits bâtiments dans le style néo-soudanais. Dans les années 1990, la Sitarail désaffecte la gare (comme 42 autres des 78 que comporte la ligne Abidjan-Ouagadougou) qui ne connait plus officiellement d'arrêt et de trafic passager.